# Castello di Acoz
Il Castello di Acoz (conosciuto anche come Castello Pirmez), è un castello belga situato nel demanio della città di Acoz, nella provincia dell'Hainaut, più in particolare vicino al confine con la provincia di Namur, in Vallonia.
Si tratta di un edificio di pietra calcarea immerso nella valle dove scorre il Biesme, che ne alimenta il fossato.

## Storia
Smembramento dell'antico dominio carolingio di Gerpinnes, la signoria di Acoz apparteneva al conte di Namur. Acquisita nel 1543 dalla famiglia Marotte, passò poi a Quiévrain nel 1727 e poi nel 1759 agli Udekem (antenati dell'attuale Regina consorte dei Belgi Mathilde d'Udekem d'Acoz).
Il loro ultimo rappresentante, Jacques d'Udekem, vendette la proprietà alla vedova di Edoardo Pirmez il 21 luglio 1816.
Pur avendo subito varie trasformazioni e ampliamenti nel corso dei secoli, l'attuale castello ha conservato molte delle più antiche parti, che risalgono fino al XVI secolo. Nel 1865 l'archeologo Octave Pirmez, esplorò un cimitero merovingio, composto da 25 tombe, nei boschi del castello, in un luogo chiamato Monplaisir, ritrovando varie armi (punte di lancia, scramasax), ed altri oggetti in bronzo. Nel 1876 venne invece scoperto in una olla (recipiente in terracotta usato in passato per cuocere e/o conservare i cibi) un tesoro monetario romano di circa 150 monete con effigi di Nerone, Vespasiano, Domiziano, Adriano, Antonino Pio, Faustina maggiore e Vibia Sabina.
Nel 2001 la proprietà fu acquistata da Tony Cammaert, un antiquario e restauratore di Anversa specializzato in arte giapponese, che lo restaurò completamente.

## Galleria d'immagini
varie foto del castello:

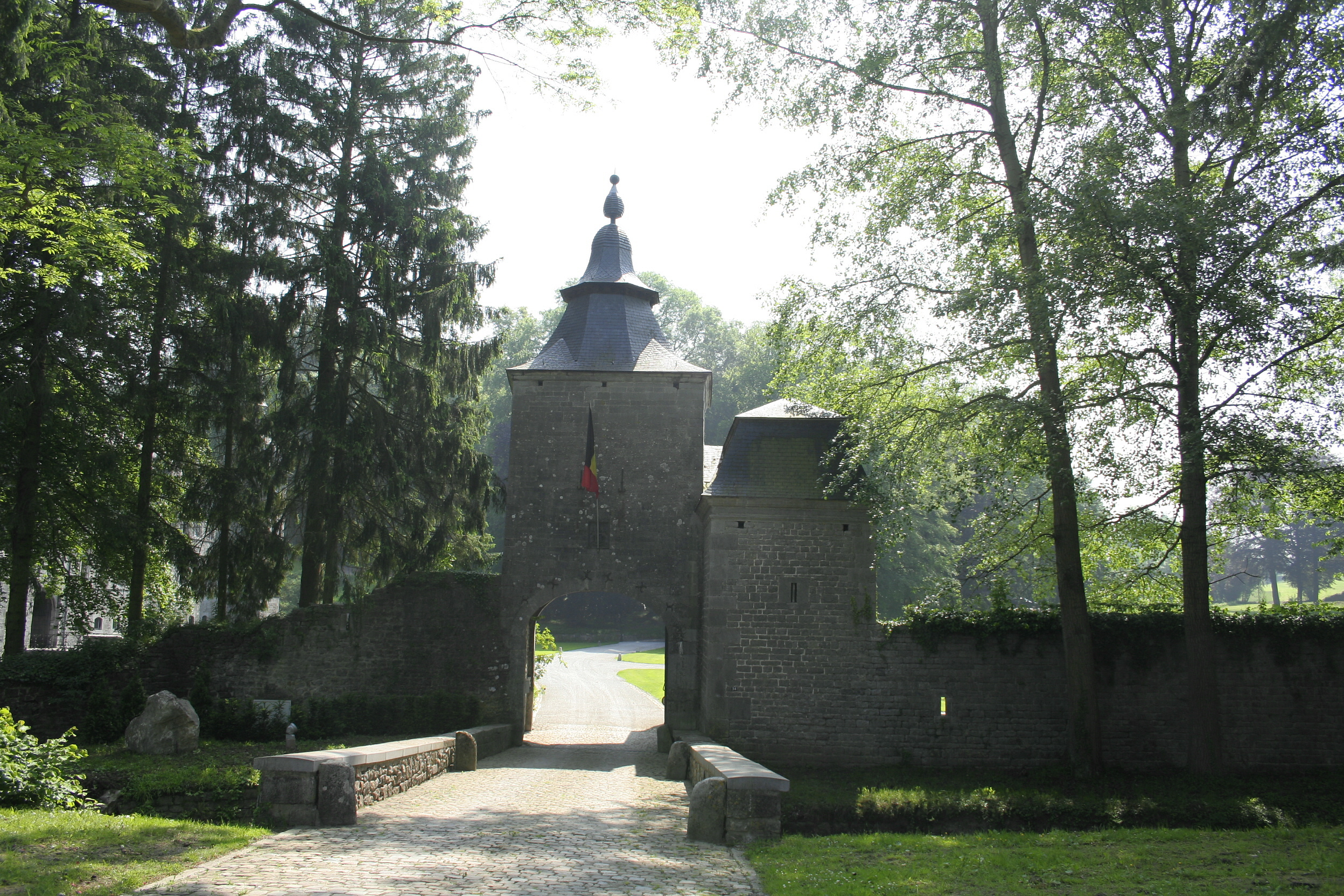
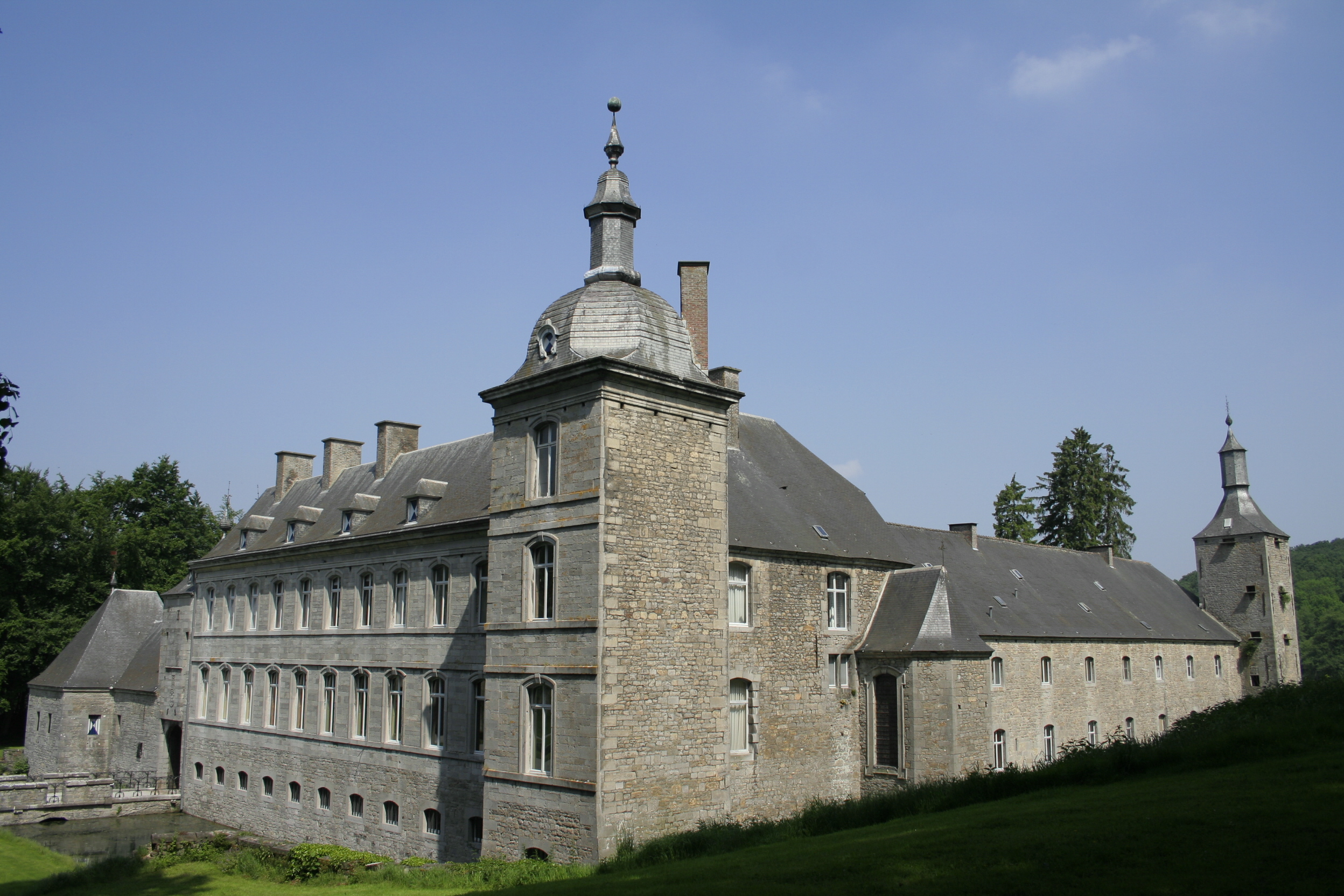
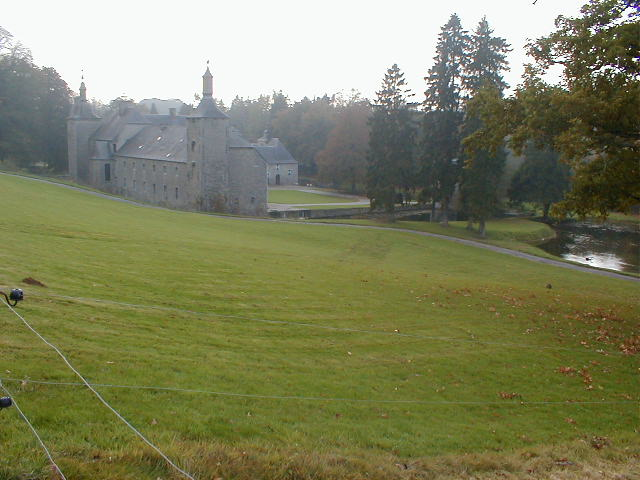
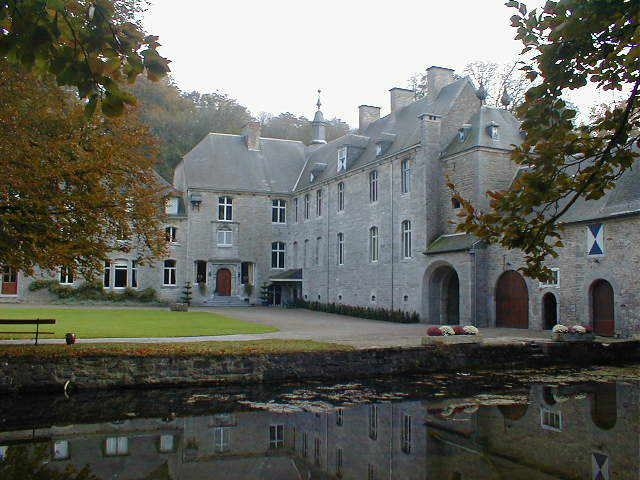
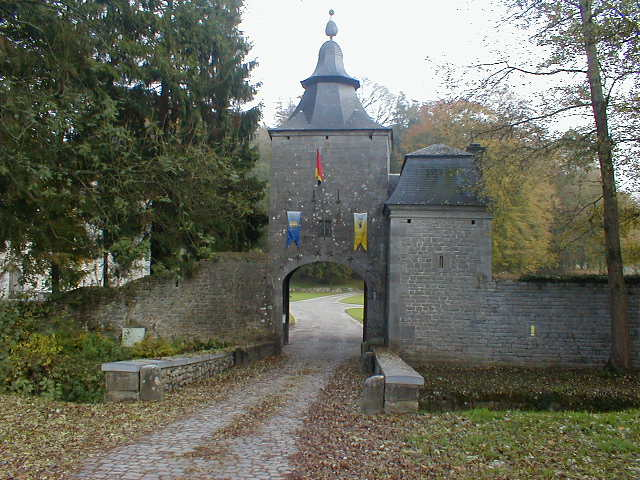

varie foto di una rievocazione storica annuale avvenuta nel 2007 presso il castello:

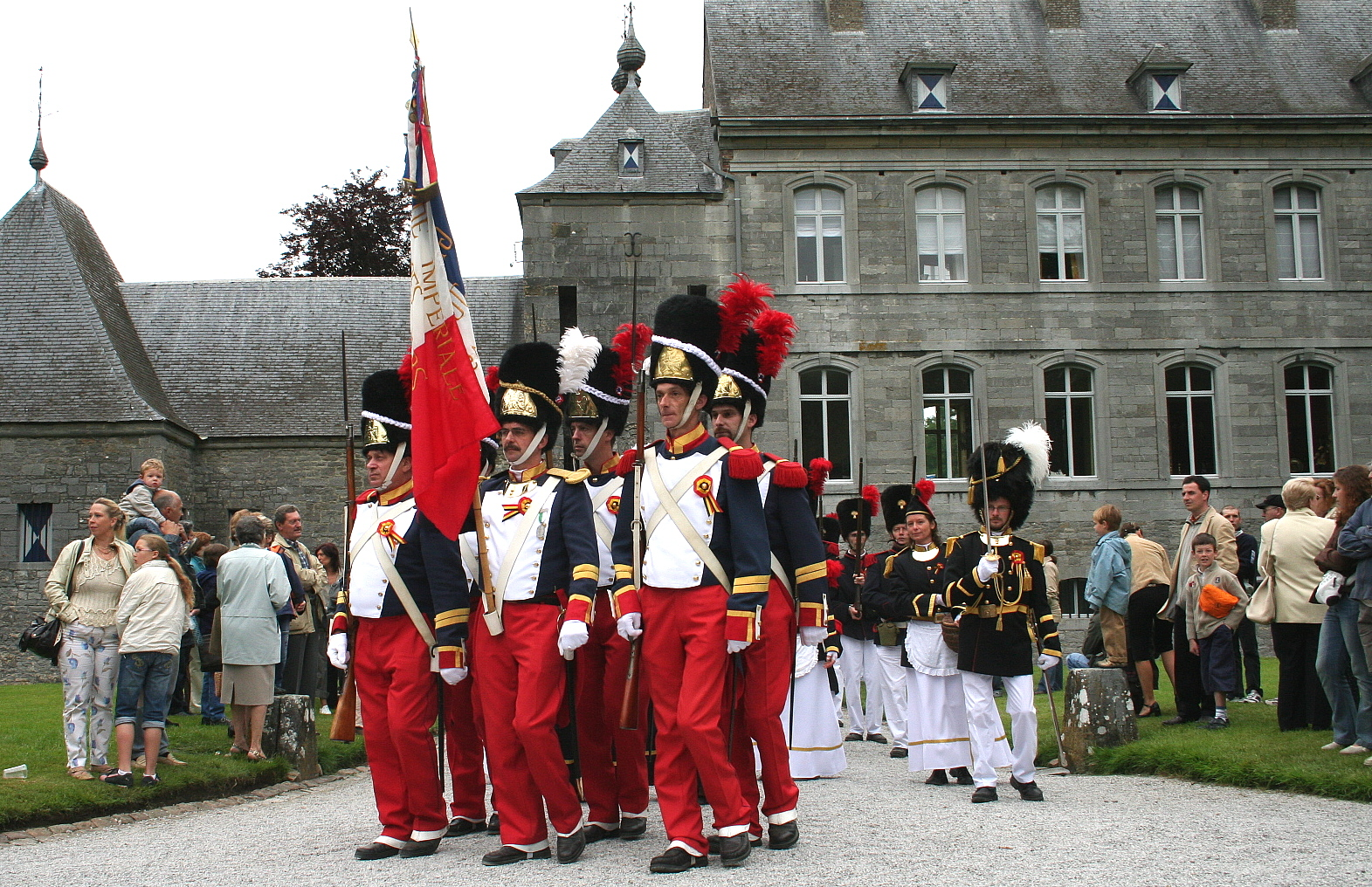
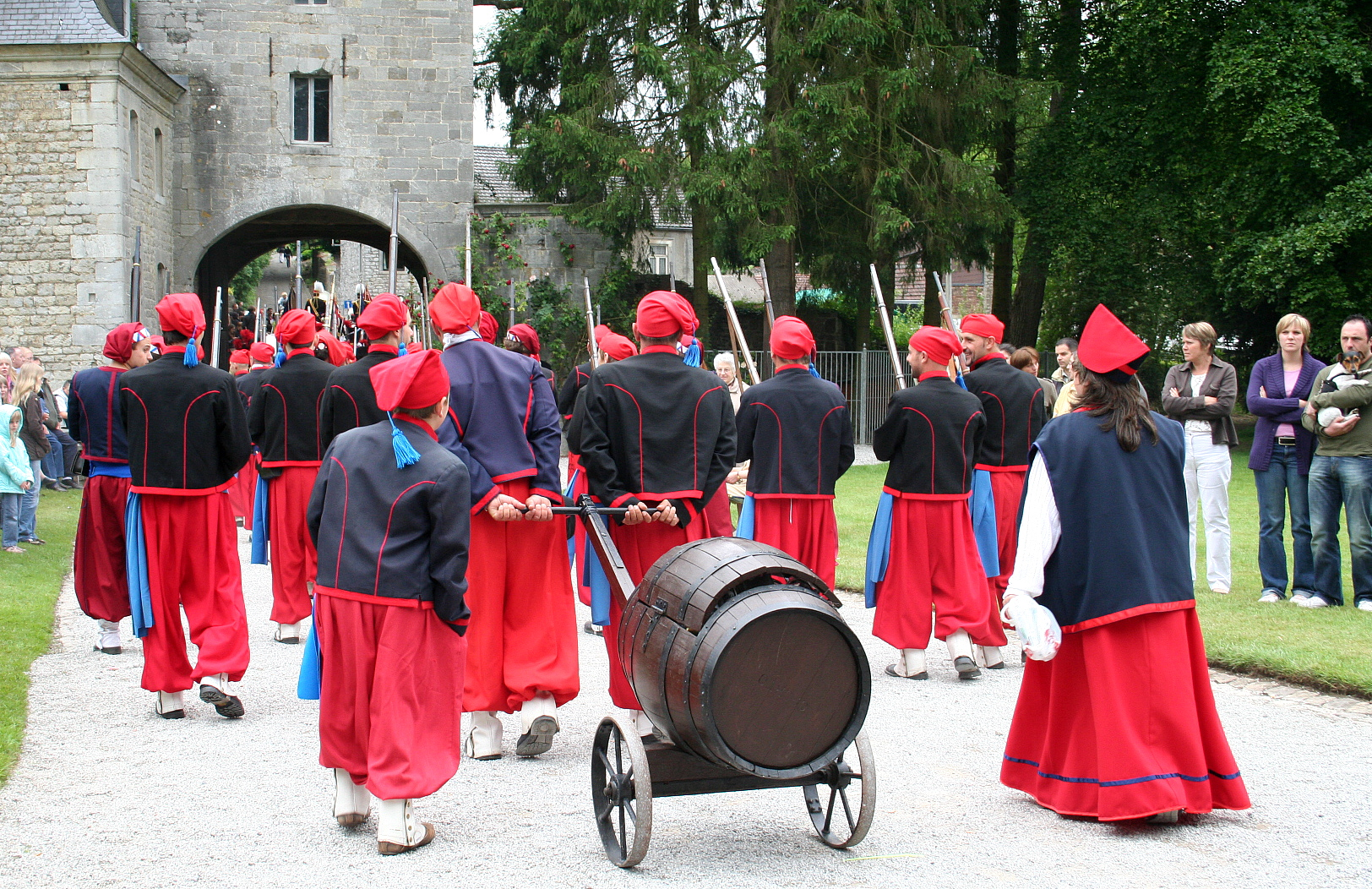
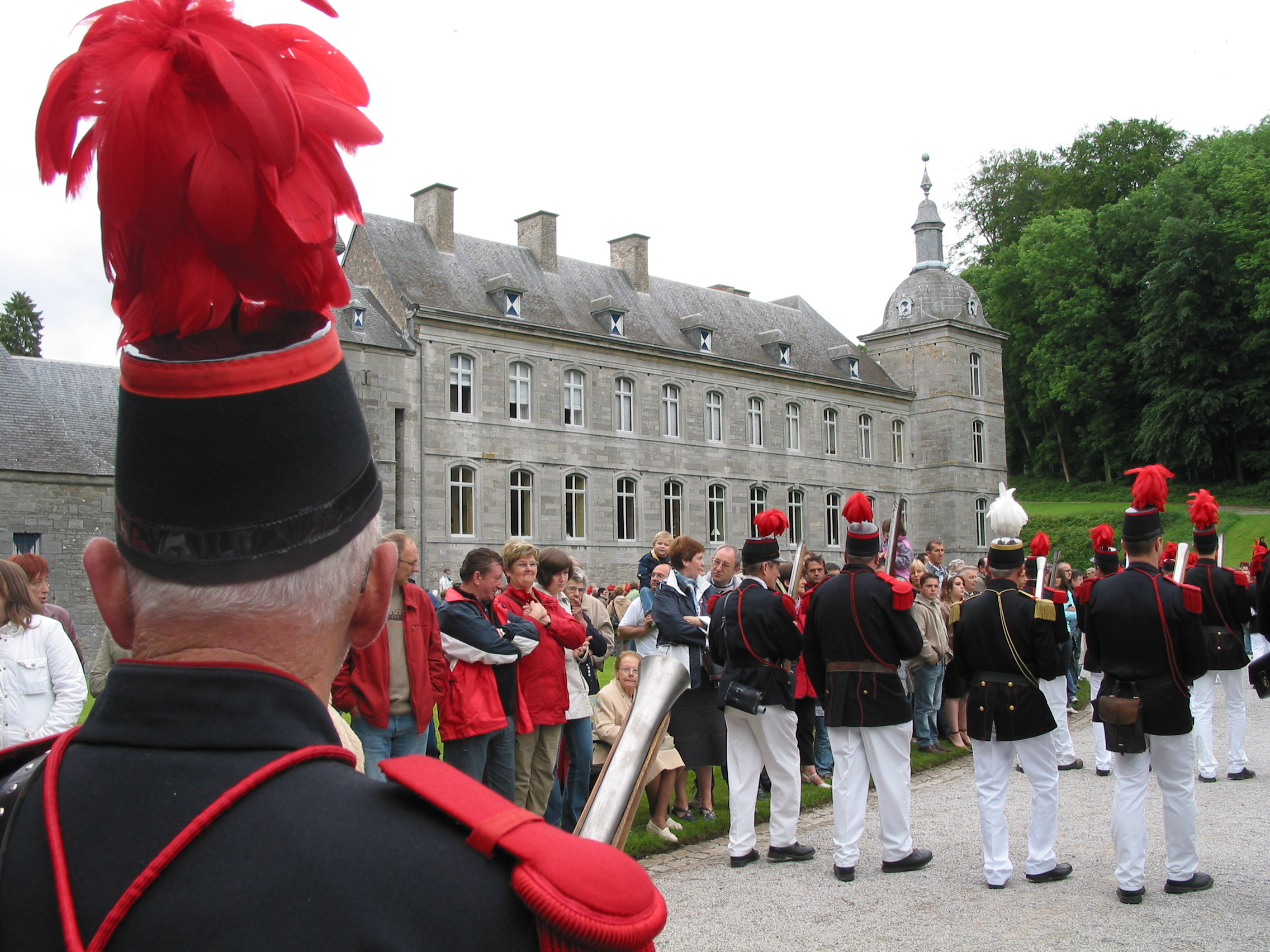
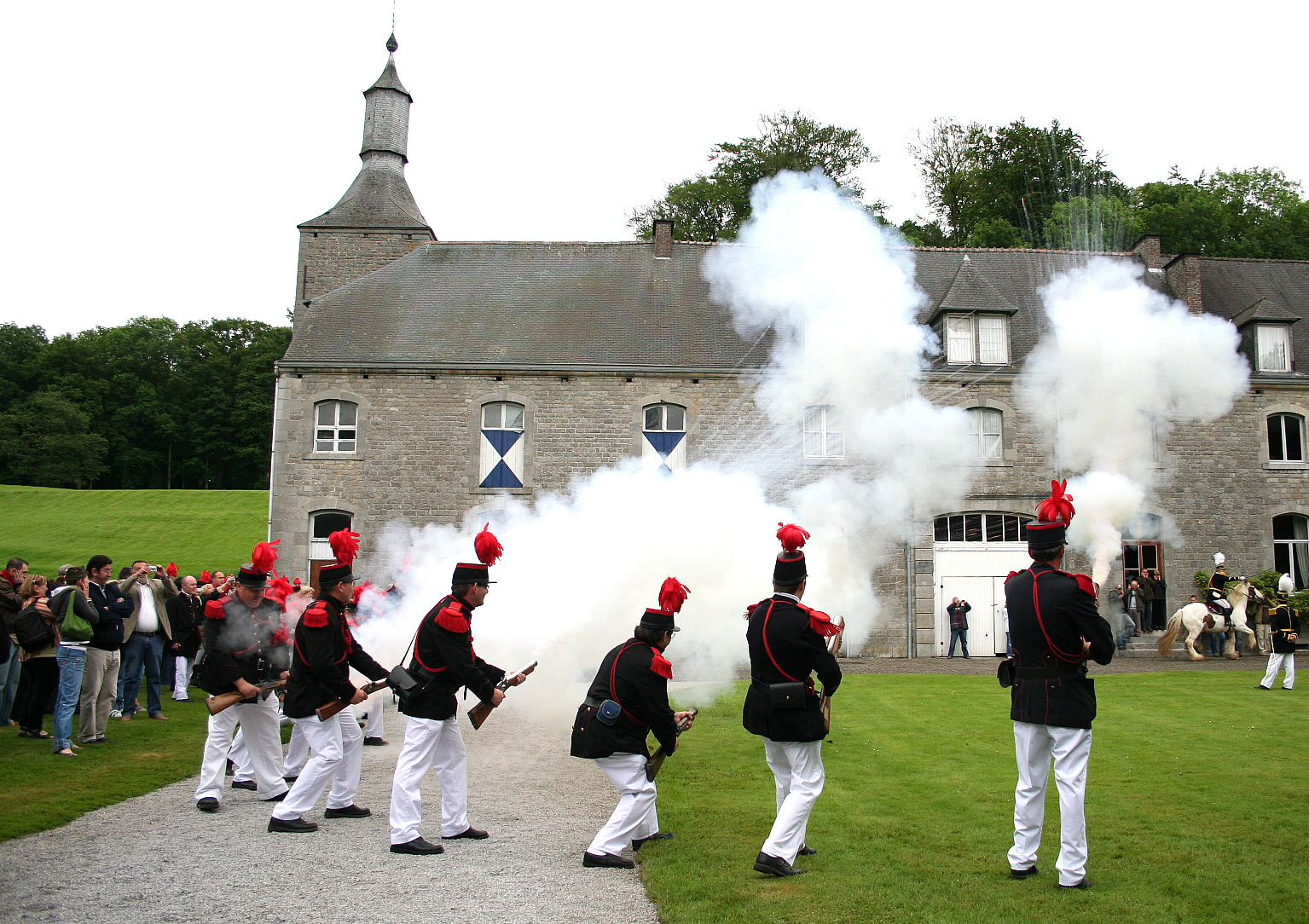
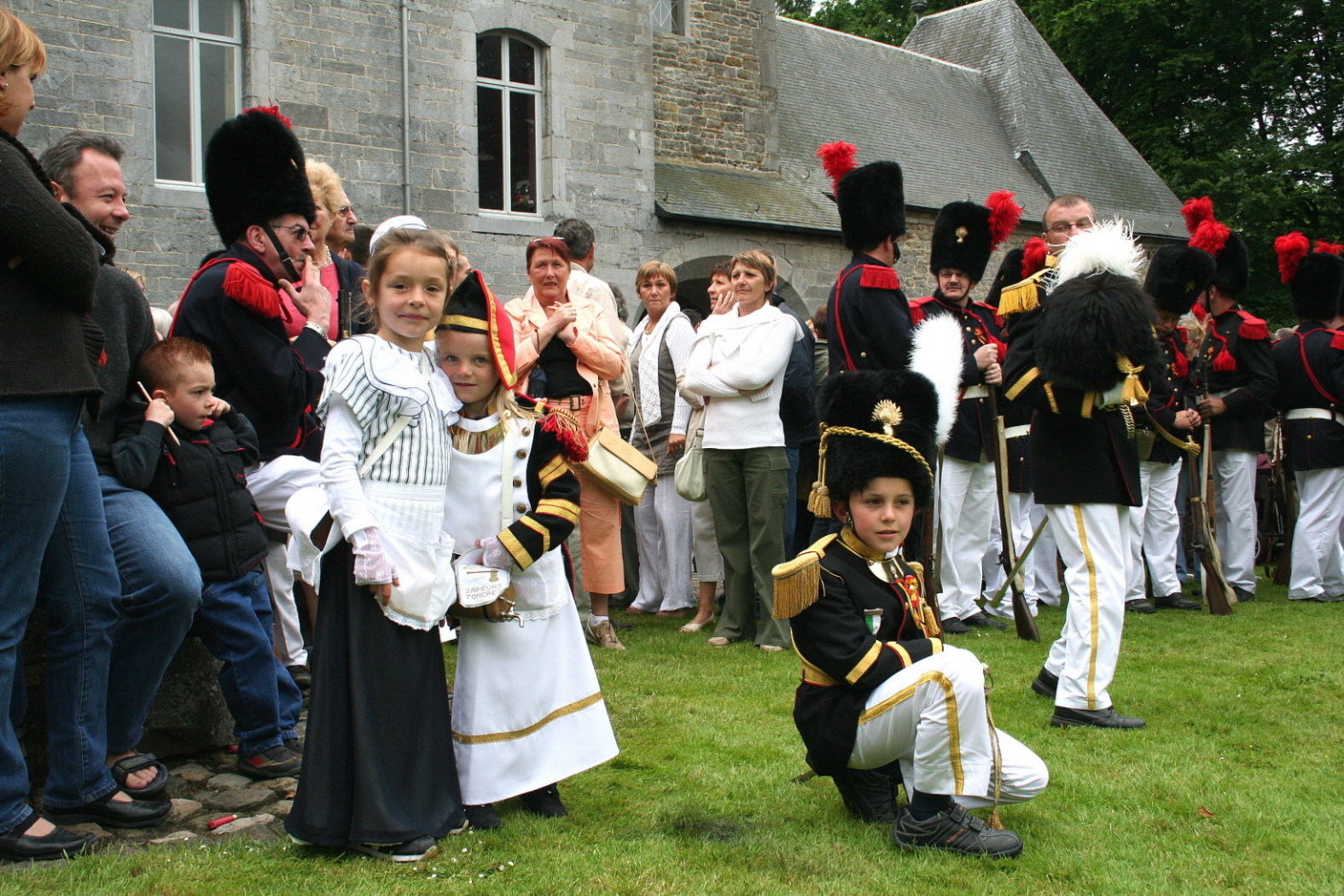
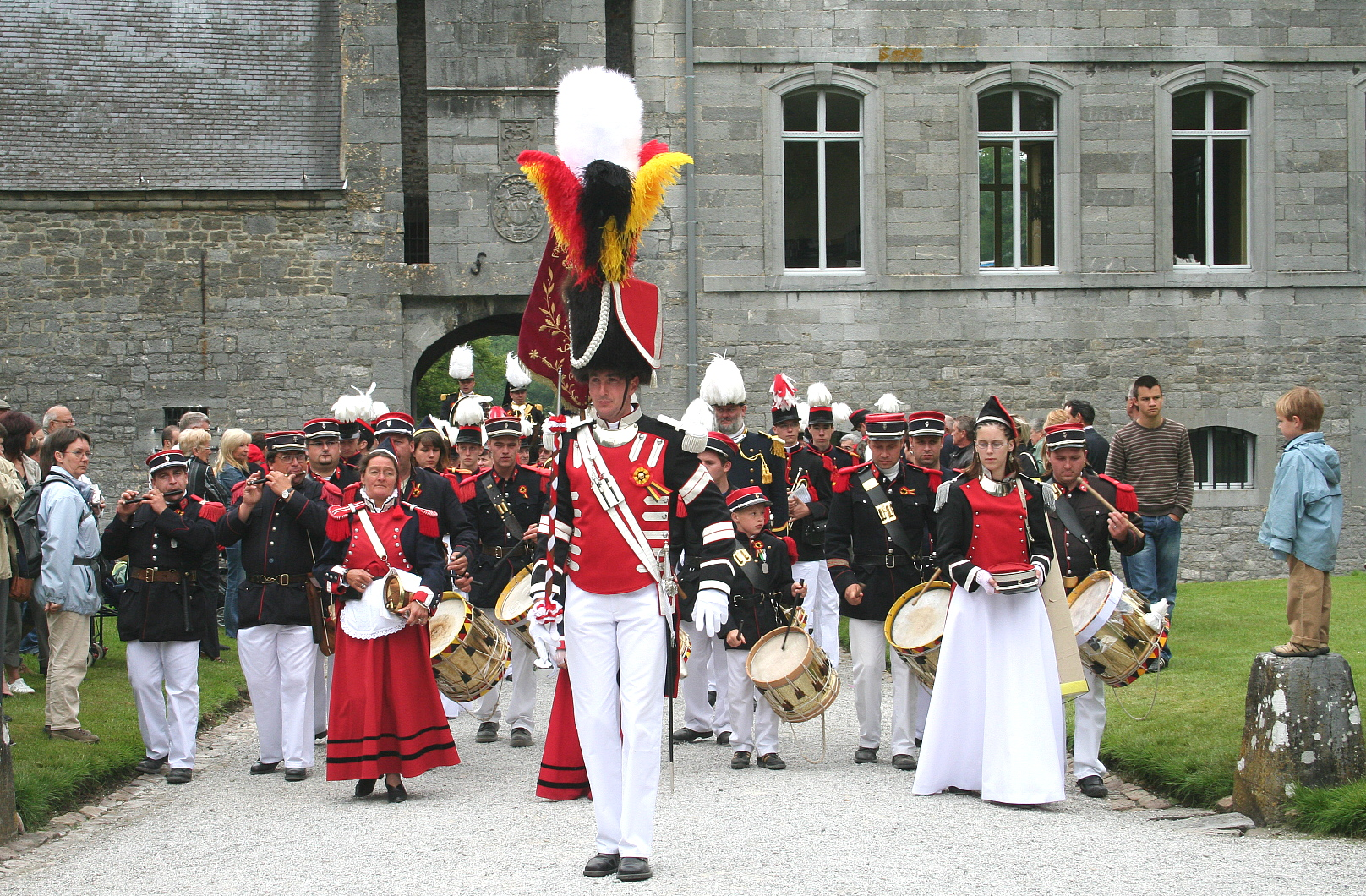